# 確山戰鬥
確山戰鬥發生於1929年12月26日－1930年1月2日，地點則是在中國豫南一帶，是國民革命軍內部所發生的內戰戰鬥之一，也是中原大戰主要戰役。確山戰鬥的交戰雙方，一方為蔣中正轄下的國軍中央軍，另一方為唐生智部隊。